# Karin Aijmer
Karin Aijmer (15 de enero de 1939) es una lingüista sueca cuya investigación se centra en temas de pragmática y discurso, incluyendo formas de expresar la modalidad evidencia epistémica, marcadores pragmáticos, rutinas de conversación y otras frases fijas. Utiliza métodos basados en corpus que incluyen corpus monolingües y multilingües de inglés y sueco para los datos. Obtuvo su doctorado en Lingüística Inglesa en la Universidad de Estocolmo en 1972. Ha sido profesora asociada del Departamento de Inglés de la Universidad de Oslo y de la Universidad de Lund y actualmente es profesora emérita del Departamento de Lenguas y Literaturas de la Universidad de Gotemburgo
Forma parte en el Comité Científico de ICAME. Es una miembro del Cambridge Grammar de referencia de la Gramática. De 2004-2013 fue presidenta de la Sociedad sueca para el Estudio de inglés (SWESSE). Es la editora  de la Nordic Journal of English Studies Nordic Journal of English Studies.

## Premios y distinciones
Aijmer fue elegida como miembro de la Royal Society of Arts and Sciences in Göteborg (Kungliga Vetenskaps- och Vitterhetssamhället i Göteborg) en 1998.
Junto con Bengt Altenberg, recibió una beca de investigación vinculada al programa English in a contrastive perspective, en Lund Universidad de 1993-1996.
En otoño de 2001 y 2002 recibió becas de investigación en la Real Academia Flamenca de Bélgica para la Ciencia y las Artes de Bruselas.

## Publicaciones
- 2012. Karin Aijmer. Understanding pragmatic markers. A variational pragmatic approach. Edinburgh University Press.
- 2012.  Dawn Archer, Karin Aijmer and Anne Wichmann. Pragmatics. An advanced resource book for students.  London and New York: Routledge.
- 2007.  Anne-Marie Simon-Vandenbergen and Karin Aijmer, The semantic field of modal certainty: a study of adverbs in English. (Topics in English Linguistics). Mouton de Gruyter,
- 2003. Karin Aijmer and Anne-Marie Simon-Vandenbergen. "The discourse particle well and its equivalents in Swedish and Dutch" Linguistics 41(6):1123–1161.
- 2002. Karin Aijmer, English discourse particles. Evidence from a corpus. (Topics in English Linguistics). Amsterdam/Philadelphia: John Benjamins
- 1996.  Karin Aijmer, Conversational routines in English: convention and creativity. London: Longman.
- 1991. Karin Aijmer y Bengt Altenberg, eds. Inglés Corpus Lingüística. Routledge.